# Мішиха
Міши́ха (рос. Мишиха) — село у складі Китмановського району Алтайського краю, Росія. Входить до складу Сунгайської сільської ради.

## Населення
Населення — 10 осіб (2010; 54 у 2002).
Національний склад (станом на 2002 рік):
- росіяни — 98 %